# Docalidia spira
Docalidia spira är en insektsart som beskrevs av Nielson 1990. Docalidia spira ingår i släktet Docalidia och familjen dvärgstritar. Inga underarter finns listade i Catalogue of Life.